# Kate Dickie
Kate Dickie, född 4 juli 1971 i East Kilbride, Skottland, är en skotsk skådespelare.
Dickie uppmärksammades när hon spelade huvudrollen Jackie i Andrea Arnolds långfilmsdebut Red Road (2006). Denna roll vann hon en British Independent Film Award samt en skotsk BAFTA Award för. Mellan 2011 och 2014 spelade hon den återkommande rollen som Lysa Arryn i TV-serien Game of Thrones.

## Filmografi i urval
- 2006 – Red Road
- 2008 – Somers Town
- 2010 – Svärdet och spiran (TV-serie)
- 2010 – Outcast
- 2011–2014 – Game of Thrones (TV-serie)
- 2012 – Prometheus
- 2015 – The Witch
- 2020 – Wildfire
- 2025 – Department Q (TV-serie)